# Pont Vinh-San
Le pont Vinh-San est un pont de Saint-Denis, le chef-lieu de l'île de La Réunion, un département et région d'outre-mer français dans l'océan Indien. Long de 256 mètres, cet ouvrage d'art livré en 1992 enjambe la rivière Saint-Denis en amont du centre-ville et relie ce faisant la base des reliefs qui accueillent le quartier de La Montagne au sud-ouest et celui de Bellepierre au sud-est. Débouché d'une bretelle d'accès à la route du Littoral, il se prolonge depuis quelques années par le boulevard Jean-Jaurès, un boulevard qui rejoint le giratoire de l'aéroport en traversant la rivière des Pluies sur un nouveau pont.

## Sécurité
Le pont est notamment connu pour les nombreux suicides commis à partir de celui-ci. En 2017, des filets de sécurité sont installés de part et d'autre de l'ouvrage.